# Sybilla livida
Sybilla livida là một loài bọ cánh cứng trong họ Cerambycidae.